# Tour de France 2011/6. Etappe
Die 6. Etappe der Tour de France 2011, am 7. Juli führte über 226,5 km von Dinan nach Lisieux. Sie war die längste Etappe der diesjährigen Austragung. Auf der Etappe gab es eine Sprintwertung, außerdem zwei Bergwertungen der 3. Kategorie sowie eine der 4. Kategorie. Etappensieger wurde der Norweger Edvald Boasson Hagen mit seinem ersten Etappensieg bei der Tour de France überhaupt. Es gingen noch 194 der 198 gemeldeten Fahrer an den Start.

## Rennverlauf
Kurz nach dem Start bildete sich eine von Lieuwe Westra initiierte Fluchtgruppe, zu der sich Anthony Roux, Leonardo Duque, Adriano Malori und Johnny Hoogerland gesellten. Weitere Ausreißversuche waren nicht von Erfolg gekrönt. Die Spitzengruppe erreichte die erste Bergwertung mit über elf Minuten Vorsprung vor dem Feld, wo Hoogerland einen Angriff wagte, um das Gepunktete Trikot zu übernehmen. Danach begann im Feld die Verfolgungsarbeit, wodurch der Vorsprung wieder schmolz.
Im Sprint des Feldes beim Zwischensprint setzte sich Mark Cavendish gegen José Joaquín Rojas durch. Die Sprintwertung hatte zuvor Anthony Roux gewonnen, der auch bei der zweiten Bergwertung als erster über die Linie fuhr, gefolgt von Hoogerland. Danach griff Lieuwe Westra an, der die dritte Bergwertung gewann. Adriano Malori folgte ihm als Einziger, während die anderen wieder vom Feld eingefangen wurden. Schließlich gab auch Westra auf und Malori fuhr allein an der Spitze, der dann auch als kämpferischster Fahrer ausgezeichnet wurde. Erst drei Kilometer vor dem Ziel wurde er eingeholt. Jelle Vanendert und Thomas Voeckler versuchten anschließend an der Schlusssteigung wegzukommen, wurden aber auch wieder eingeholt.
Im Sprint setzte sich schließlich Edvald Boasson Hagen vom Team Sky ProCycling gegen Matthew Goss und Thor Hushovd durch.

## Bergwertungen
| Côte de Saint-Michel-de-Montjoie Kategorie 3 nach 99,5 km auf 335 m 2,4 km bei 5,9 % |             |                         |        |
| 1.                                                                                   | Niederlande | Johnny Hoogerland (VCD) | 2 Pkt. |
| 2.                                                                                   | Frankreich  | Anthony Roux (FDJ)      | 1 Pkt. |

| Côte du Bourg d’Ouilly Kategorie 3 nach 156,5 km auf 203 m 2,7 km bei 5,6 % |             |                         |        |
| 1.                                                                          | Frankreich  | Anthony Roux (FDJ)      | 2 Pkt. |
| 2.                                                                          | Niederlande | Johnny Hoogerland (VCD) | 1 Pkt. |

| Côte du Billot Kategorie 4 nach 197 km auf 191 m 1,3 km bei 6,5 % |             |                     |        |
| 1.                                                                | Niederlande | Lieuwe Westra (VCD) | 1 Pkt. |

## Punktewertung
| Zwischensprint in Vassy nach 131 km auf 156 m |                        |                           |         |
| 1.                                            | Frankreich             | Anthony Roux (FDJ)        | 20 Pkt. |
| 2.                                            | Kolumbien              | Leonardo Duque (COF)      | 17 Pkt. |
| 3.                                            | Niederlande            | Lieuwe Westra (VCD)       | 15 Pkt. |
| 4.                                            | Italien                | Adriano Malori (LAM)      | 13 Pkt. |
| 5.                                            | Niederlande            | Johnny Hoogerland (VCD)   | 11 Pkt. |
| 6.                                            | Vereinigtes Konigreich | Mark Cavendish (THR)      | 10 Pkt. |
| 7.                                            | Spanien                | José Joaquín Rojas (MOV)  | 9 Pkt.  |
| 8.                                            | Vereinigte Staaten     | Tyler Farrar (GRM)        | 8 Pkt.  |
| 9.                                            | Australien             | Mark Renshaw (THR)        | 7 Pkt.  |
| 10.                                           | Belgien                | Philippe Gilbert (OLO)    | 6 Pkt.  |
| 11.                                           | Italien                | Alessandro Petacchi (LAM) | 5 Pkt.  |
| 12.                                           | Frankreich             | Mickaël Delage (FDJ)      | 4 Pkt.  |
| 13.                                           | Spanien                | Francisco Ventoso (MOV)   | 3 Pkt.  |
| 14.                                           | Osterreich             | Bernhard Eisel (THR)      | 2 Pkt.  |
| 15.                                           | Frankreich             | Amaël Moinard (BMC)       | 1 Pkt.  |

| Etappenziel in Lisieux nach 226,5 km auf 141 m |             |                            |         |
| 1.                                             | Norwegen    | Edvald Boasson Hagen (SKY) | 45 Pkt. |
| 2.                                             | Australien  | Matthew Goss (THR)         | 35 Pkt. |
| 3.                                             | Norwegen    | Thor Hushovd (GRM)         | 30 Pkt. |
| 4.                                             | Frankreich  | Romain Feillu (VCD)        | 26 Pkt. |
| 5.                                             | Spanien     | José Joaquín Rojas (MOV)   | 22 Pkt. |
| 6.                                             | Frankreich  | Arthur Vichot (FDJ)        | 20 Pkt. |
| 7.                                             | Belgien     | Philippe Gilbert (OLO)     | 18 Pkt. |
| 8.                                             | Deutschland | Gerald Ciolek (QST)        | 16 Pkt. |
| 9.                                             | Italien     | Marco Marcato (VCD)        | 14 Pkt. |
| 10.                                            | Frankreich  | Arnold Jeannesson (FDJ)    | 12 Pkt. |
| 11.                                            | Danemark    | Jakob Fuglsang (LEO)       | 10 Pkt. |
| 12.                                            | Australien  | Cadel Evans (BMC)          | 8 Pkt.  |
| 13.                                            | Frankreich  | Julien El-Farès (COF)      | 6 Pkt.  |
| 14.                                            | Frankreich  | Sébastien Hinault (ALM)    | 4 Pkt.  |
| 15.                                            | Deutschland | Andreas Klöden (TRS)       | 2 Pkt.  |

## Aufgaben
- Iván Velasco (EUS): Nicht zur Etappe angetreten (Sturzfolgen 5. Etappe: Schlüsselbeinbruch)
- Wassil Kiryjenka (MOV): Disqualifikation nach der Etappe (Zeitlimit überschritten)